# St. Rupert (Gumattenkirchen)
Die Kirche St. Rupert ist die römisch-katholische Dorfkirche von Gumattenkirchen, einem Ortsteil der Gemeinde Mettenheim (Oberbayern).

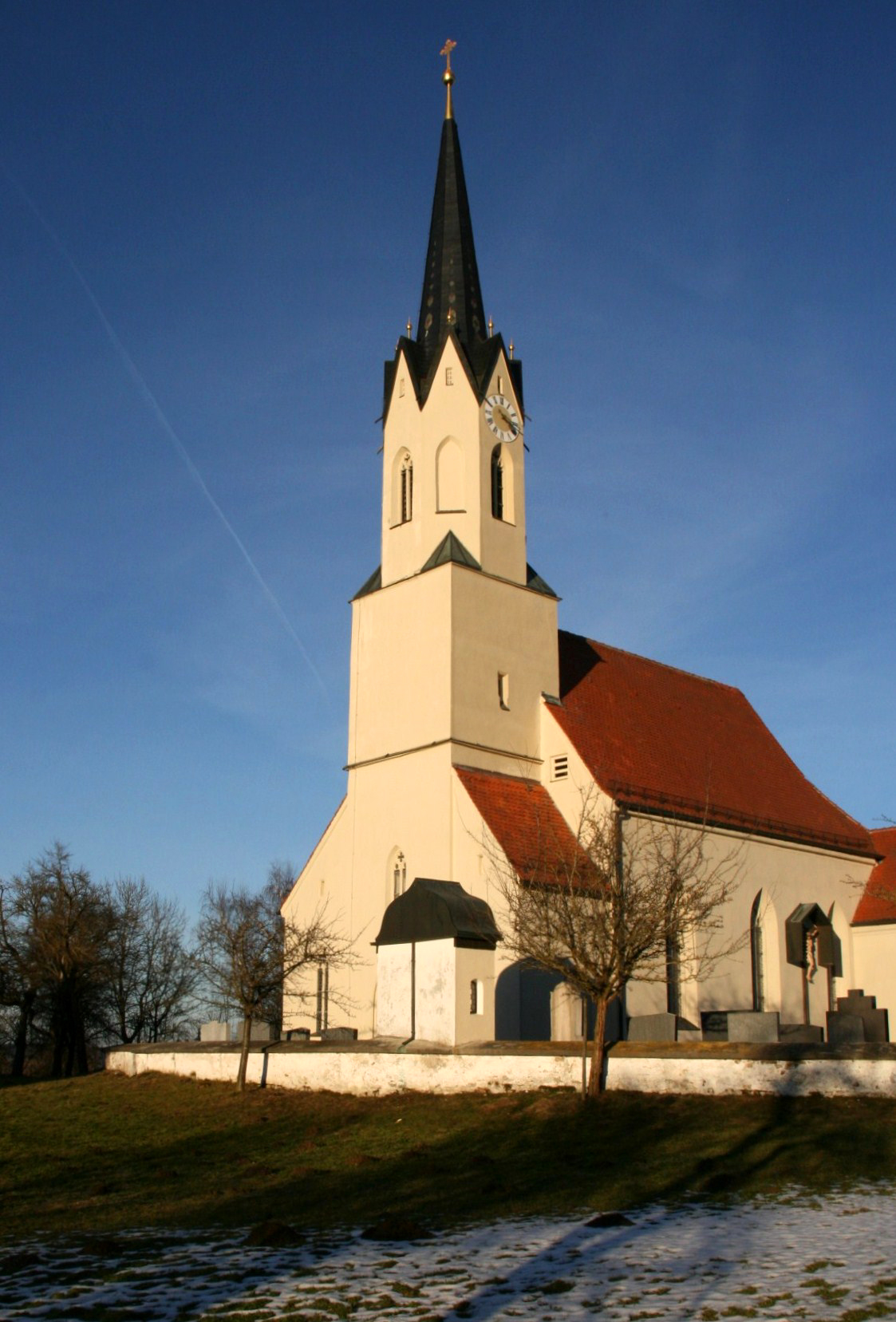
St. Rupert, Gumattenkirchen

## Geschichte
Die Kirche wurde im 15. Jahrhundert im Stil der Gotik errichtet. Die Weihe des Chores mit dem Altar erfolgte am 4. Oktober 1472 durch den Chiemseer Bischof Bernhard von Kraiburg. 1770 wurde sie baulich verändert, bei der Restaurierung im Jahr 1878 dann wieder regotisiert.

## Beschreibung
Das Langhaus der Saalkirche wird durch drei Joche gegliedert, der an drei Achteckseiten geschlossene Chor durch zwei Joche. Westlich vorgesetzt der Turm der Kirche mit spitzem Dach und einer Vorhalle im Erdgeschoss. Weitere zwei Vorräume befinden sich an der Nord- und Südseite des Turmes.
Die Sakristei wurde nachträglich ergänzt, der obere Teil des Turmes erneuert.